# Anaea anceps
Anaea anceps är en fjärilsart som beskrevs av Johannes Karl Max Röber 1916. Anaea anceps ingår i släktet Anaea och familjen praktfjärilar. Inga underarter finns listade i Catalogue of Life.